# Esther Norma Arrostito
Esther Norma Arrostito (17 tháng 1 năm 1940 – 15 tháng 1 năm 1978) là một nhà hoạt động chính trị người Argentina và là chiến binh cánh tả, ban đầu đi gần với hệ tư tưởng cộng sản. Năm 1970, cô trở thành một trong những người sáng lập của phong trào cách mạng  peronist Montoneros cùng với Fernando Abal Medina, người đã có một mối quan hệ lãng mạn với cô. Cô đóng một vai trò quan trọng trong vụ bắt cóc và giết chết Tướng Pedro Eugenio Aramburu.

## Tuổi thơ
Arrostito sinh ra ở Buenos Aires, con gái của một cặp vợ chồng trung lưu, và lớn lên trong một nền tảng cánh tả, trái ngược với ý thức hệ với chủ nghĩa Peronism. Cô tốt nghiệp giáo viên tiểu học và kết hôn với một chiến binh cộng sản, Rubén Ricardo Roitvan. Sau đó, cô trở thành một chiến binh cánh tả cứng rắn dưới ảnh hưởng của một nhà lãnh đạo Peronist cánh tả có tổ tiên người Ailen, John William Cooke. Arrostito là người sáng lập duy nhất của Montoneros không có liên kết với Công giáo hay Quốc gia.

## Hoạt động quân sự

### Giết chết Aramburu
Norma Arrostito rời đảng cộng sản vào năm 1967, và gia nhập tổ chức Comando Camilo Torres, nơi cô gặp Mario Eduardo Firmenich, Carlos Ramus và Fernando Abal Medina. Cô đã yêu người sau cùng, mặc dù lớn hơn anh bảy tuổi và chấm dứt mối quan hệ với Roitvan. Họ được huấn luyện về chiến tranh du kích ở Cuba trong năm 1968, và trở lại Argentina, họ tách ra từ Comando Camilo Torres để tạo ra một phòng giam mới. Họ được tham gia bởi Nélida Arrostito, một người chị của Norma và chồng cô, Carlos Alberto Maguid. Nom de guerre của cô là Gaby (dạng rút gọn của tên Gabriela) hoặc Gaviota (hải âu). Tổ chức này đã thực hiện một loạt các hoạt động chống lại lực lượng an ninh, kết thúc vào ngày 1 tháng 6 năm 1970 trong vụ bắt cóc và giết chết Tướng Pedro Eugenio Aramburu, một cựu Tổng thống trên thực tế và là một trong những thủ lĩnh của Revolución Libertadora đã lật đổ Perón năm 1955. Norma đã đóng một vai trò hỗ trợ trong vụ bắt cóc và cô đã viết và gửi "công văn" đến các phương tiện truyền thông cập nhật quá trình "xét xử" và "xử tử" Aramburu. Hoạt động này, với mã tên Pindapoy, đánh dấu hành động công khai đầu tiên của Montoneros. Argentina khi đó nằm dưới sự cai trị của quân đội, nhưng việc Peron trở lại quyền lực là vấn đề thời gian. Cái chết của Aramburu đã khiến chính quyền tổng thống Juan Carlos Onganía sụp đổ và gây ra một cuộc săn lùng lớn của những kẻ khủng bố bị nghi ngờ. Vào ngày 20 tháng 9, một cuộc đột kích của cảnh sát đã bắt được Ramus và Abal Medina trong một nhà hàng ở William Morris, một khu phố ở ngoại ô phía tây của thủ đô Buenos Aires, giết chết cả hai sau một vụ xả súng ngắn. Sau cái chết của Abal Medina, Arrostito được biết đến trong tổ chức là la viuda ("góa phụ").